# Malu Mazza
Malu Mazza (Curitiba, 1 de novembro de 1975) é uma jornalista e palestrante brasileira. Trabalhou no Grupo Paranaense de Comunicação (GRPCOM), onde era repórter pela RPC TV. Mazza se destacou pela premiada reportagem "Diários Secretos" e pela cobertura da operação Lava Jato em Curitiba. Atualmente, Mazza trabalha para o Grupo Globo, onde atua como repórter da TV Globo em São Paulo.

## Família e formação
Nascida em Curitiba, Paraná, Mazza é filha de Marilene Mazza do Nascimento, dona de casa e de Raul Mazza do Nascimento, advogado e comentarista esportivo.
Mazza se formou pela Universidade Federal do Paraná (UFPR) em 1997.

## Carreira
Mazza trabalhou no GRPCOM entre 1998 a 2019 e desde 2010, fazia parte do time de repórteres nacionais da TV Globo. Entre os trabalhos notáveis de Mazza estão a premiada série de reportagens da Gazeta do Povo e RPC TV "Diários Secretos", sobre um esquema de corrupção na Assembleia Legislativa do Paraná (ALEP). Em 2010, a reportagem recebeu o Prêmio Esso de Jornalismo na categoria 'melhor trabalho brasileiro'; em 2010, o Troféu Tim Lopes/Embratel na categoria 'melhor reportagem investigativa'; em 2011, o prêmio Global Shining Light Award na categoria 'melhor reportagem investigativa feita em país em desenvolvimento'; e em 2011, o primeiro lugar no Prêmio Latino-Americano de Jornalismo Investigativo. Ela também se destacou pela cobertura da operação Lava Jato em Curitiba.
Em 2019, se mudou para São Paulo, onde trabalha como repórter para o Grupo Globo.